# Спліт (футбольний клуб)
«Спліт» (хорв. RNK Split) — хорватський футбольний клуб із однойменного міста, заснований 1912 року. Виступає у найвищому дивізіоні Хорватії.

## Поточний склад
Станом на 25 липня 2014 року
| №  | Поз. | Нац.                 | Гравець          |
| -- | ---- | -------------------- | ---------------- |
| 1  | ВР   | Хорватія             | Хрвоє Сунара     |
| 3  | ЗХ   | Хорватія             | Денис Главина    |
| 4  | ЗХ   | Хорватія             | Івиця Крижанац   |
| 5  | ЗХ   | Хорватія             | Бранко Вргоч     |
| 6  | ЗХ   | Хорватія             | Томислав Глумац  |
| 7  | НП   | Хорватія             | Альоша Войнович  |
| 8  | ПЗ   | Хорватія             | Анте Витаїч      |
| 9  | НП   | Хорватія             | Мате Білич       |
| 10 | НП   | Хорватія             | Анте Ерцег       |
| 12 | ВР   | Хорватія             | Данієль Загорац  |
| 14 | НП   | Хорватія             | Горан Роце       |
| 15 | ПЗ   | Боснія і Герцеговина | Маріо Квесич     |
| 16 | ПЗ   | Хорватія             | Томислав Радотич |
| 17 | ПЗ   | Хорватія             | Марко Рог        |

| №  | Поз. | Нац.                 | Гравець           |
| -- | ---- | -------------------- | ----------------- |
| 19 | ПЗ   | Хорватія             | Томислав Дуймович |
| 20 | ЗХ   | Боснія і Герцеговина | Іван Радельїч     |
| 21 | НП   | Хорватія             | Марин Залим       |
| 22 | НП   | Хорватія             | Антоніо Мршич     |
| 24 | ПЗ   | Сербія               | Мілош Видович     |
| 25 | ЗХ   | Хорватія             | Даріо Ругашевич   |
| 26 | ЗХ   | Хорватія             | Ніно Галович      |
| 29 | ЗХ   | Хорватія             | Іван Ібрикс       |
| 30 | ВР   | Хорватія             | Андрія Вукович    |
| 32 | НП   | Австрія              | Дражен Багарич    |
| 33 | ЗХ   | Хорватія             | Йосип Томашевич   |
| 34 | НП   | Камерун              | Анрі Бель         |
|    | НП   | Албанія              | Сокол Чикаллеші   |

## Досягнення
Чемпіонат Хорватії
- Бронзовий призер (1): 2010-11

### Європейська арена
| Сезон   | Змагання         | Раунд | Клуб                | Вдома | Виїзд | Загальний |
| ------- | ---------------- | ----- | ------------------- | ----- | ----- | --------- |
| 2011–12 | Ліга Європи УЄФА | 2Q    | Домжале             | 3–1   | 2–1   | 5–2       |
| 2011–12 | Ліга Європи УЄФА | 3Q    | Фулхем              | 0-0   | 0–2   | 0–2       |
| 2014–15 | Ліга Європи УЄФА | 1Q    | Міка                | 2–0   | 1–1   | 3–1       |
| 2014–15 | Ліга Європи УЄФА | 2Q    | Хапоель (Беер-Шева) | 2–1   | 0–0   | 2–1       |
| 2014–15 | Ліга Європи УЄФА | 3Q    | Чорноморець         | 2-0   | 0-0   | 2-0       |
| 2014–15 | Ліга Європи УЄФА | РО    | Торіно              | 0-0   | 0-1   | 0-1       |